# Paz de Río
Paz de Río là một thị xã và đô thị ở Colombian Departamento of Boyacá, thuộc tỉnh Valderrama một phân vùng của Boyaca.